# Muscle dentelé postérieur et supérieur
Le muscle dentelé postérieur et supérieur (ou muscle petit dentelé postérieur et supérieur) est un muscle situé en haut de la région dorsale.

## Description
Le muscle dentelé postérieur et supérieur est un muscle hypaxial du dos.
C'est un muscle plat mince et quadrilatère.

## Origine
Le muscle dentelé postérieur et supérieur nait de la partie inférieure du ligament de la nuque et des processus épineux de la septième vertèbre cervicale et des trois premières vertèbres thoraciques.

## Trajet
Le muscle dentelé postérieur et supérieur se dirige globalement latéralement plutôt vers le bas.
Le muscle dentelé postérieur et supérieur est réuni par une aponévrose au muscle dentelé postérieur et inférieur. Ensemble, ils forment un pont au-dessus des muscles érecteurs du rachis.

## Insertion
Le muscle dentelé postérieur et supérieur se termine par quatre digitations qui se fixent sur les bords supérieurs et les faces latérales des deuxième, troisième, quatrième et cinquième côtes.

## Innervation
Le muscle dentelé postérieur et supérieur est innervé par les nerfs inter-costaux issus directement de la moelle épinière.

## Actions
Le muscle dentelé postérieur et supérieur a un rôle de muscle inspirateur accessoire, il ne participe aux mouvements ventilatoires qu'en cas de besoin ventilatoire important (efforts physiques essentiellement). Il participe à la stabilisation de la charnière cervico-thoracique.